# FC Barnet
Der FC Barnet (offiziell: Barnet Football Club) – auch bekannt als The Bees (deutsch die Bienen) – ist ein englischer Fußballverein aus Barnet, einem Vorort an Londons nördlicher Grenze. Der langjährige Amateurverein wurde erst 1965 zu einem offiziellen Profiklub und nahm 1991 erstmals am Profifußball der Football League teil. Von 2005 bis zur Saison 2012/13 und wieder seit 2025 spielt man in der EFL League Two, der vierthöchsten Spielklasse Englands. 

## Vereinsgeschichte

### Frühzeit des Vereins (1888–1901)
Gegründet wurde der FC Barnet im Jahre 1888. Vorher war er bekannt unter dem Namen FC Woodville (zwischen 1882 und 1885) und dann als FC New Barnet (1885 bis 1888), wobei sich die Mannschaften vor allem aus Absolventen des Cowley Colleges und der Lyonsdown Collegiate School in New Barnet rekrutierten. Ab November 1889 spielte der neue Klub in der „Queens Road“, nachdem zuvor der „Victoria Recreation Ground“ die sportliche Heimat gewesen war.
Nach einigen Freundschaftsspielen in der lose organisierten „Olympian League“ trat der FC Barnet 1892 als Gründungsmitglied der „North London League“ bei und gewann später nach zwei Vizemeisterschaften in der Division 1 der „North Middlesex League“ in den Jahren 1895 und 1896 mit dem Meistertitel in der Premier Division die erste Trophäe. Es folgten Teilnahmen an den lokalen Pokalwettbewerben, sowohl im Jugend- als auch im Erwachsenenbereich.
Zu dieser Zeit besiegte der Klub Vereine vom Schlage von Tottenham Hotspur und Thames Ironworks (später: „West Ham United“), machte aber vor allem durch spannende Duelle gegen die Nordvereine North Enfield, FC Finchley und Hendon Town von sich reden. Eine besondere Rivalität entwickelte sich darüber hinaus zu dem „Barnet Avenue Football Club“.
Der FC Barnet gewann 1898 die Zweitligameisterschaft in der London League und spielte dann in der obersten Spielklasse dieser Liga – gemeinsam mit Woolwich Arsenal (später: „FC Arsenal“), Thames Ironworks, Clapton Orient (später: „Leyton Orient“), den Queens Park Rangers und den Reserveteams von Millwall Athletic (später: „FC Millwall“) und Tottenham Hotspur.
In die erste große Krise stürzte der Klub 1899, als die „London Football Authority“ eine sechswöchige Sperre gegen den FC Barnet aussprach. Dieser hatte zuvor trotz seiner Amateurstellung seinen Spielern mehrfach Geldsummen gezahlt. Die Sperre führte den Klub in eine finanzielle Notlage, was unter anderem zur Folge hatte, dass die heimische Spielstätte an den Lokalrivalen Barnet Avenue vermietet wurde. Der FC Barnet versuchte weiter den Spielbetrieb in der niederklassigeren „North Middlesex League“ aufrechtzuerhalten, aber aufgrund der erdrückenden Schuldenlast löste sich der Klub im November 1901 schließlich auf.

### Ein neuer Name (1901–1919)
Der ehemals erbitterte Lokalrivale Barnet Avenue, der sich ursprünglich aus ehemaligen Schülern der „Christ Church School“ zusammensetzte, spielte auch fortan im Queens Park weiter, benannte sich 1904 selbst in „Barnet Football Club“ um und spielte ab der Saison 1905/06 in der zweiten Division der London League. Zur Spielzeit 1907/08 schloss sich der Verein dem Amateurfußballverband „Amateur Football Association“ an und gewann im weiteren Saisonverlauf ungeschlagen die „Chiswick League“. Weitere Erfolge waren 1910 der Meisterschaftsgewinn in der „Middlesex County Amateur League“ und der Pokalsieg im „Hertfordshire Charity Cup“. Barnet Avenue kehrte 1910 zur London Football Association zurück und zwei Jahre später fusionierte der Klub mit dem ebenfalls in Barnet beheimateten Verein „Barnet Alston AFC“.
Dieser Barnet Alston AFC war bereits im Jahre 1901 als „Alston Works Association Football Club“ gegründet worden und hatte sich nach der Auflösung des ursprünglichen FC Barnet starken Zuspruch von den einheimischen Fans erarbeitet. Der aus Mitarbeitern einer Fabrik für zahnärztliche Erzeugnisse entstandene Klub machte sich als „The Dentals“ einen Namen, benannte sich zur Spielzeit 1904/05 in „Barnet Alston AFC“ um und war insgesamt sehr erfolgreich in der London League im Duell gegen die Reservemannschaften der renommierten Profivereine. In der Saison 1906/07 wurde der Verein Meister in der London League und 1907 folgte der Umzug in das noch heute aktuelle Underhill Stadium an der Barnet Lane (zuvor hatte der Klub an der „Underhill Farm“ und später an der „Totteridge Lane“ gespielt). Die erste Partie im Underhill Stadium fand am 14. September 1907 gegen Crystal Palace statt und wurde mit 1:0 gewonnen. Ein großer Überraschungserfolg war in der Saison 1908/09 der Einzug in die fünfte Qualifikationsrunde des FA Cups, in der Barnet Alston dann im heimischen Stadion gegen Exeter City – der mit vielen hochkarätigen Spielern angetreten war – mit 0:3 unterlag.
Nach dem Zusammenschluss mit dem FC Barnet (ehemals: Barnet Avenue) gab sich der neue Klub den Namen „Barnet and Alston Football Club“, bestritt fortan seine Heimspiele im Underhill Stadium und trat im ersten Jahr mit den violett-schwarzen Farben des ursprünglichen FC Barnet an. Dabei agierte die Mannschaft sowohl in der 1912 neu gegründeten Athenian League und in der „Middlesex League“. Bereits in der anschließenden Spielzeit kehrte die Mannschaft jedoch zu der bernsteinfarben-schwarzen Kleidung von Barnet Alston zurück. Der Ausbruch des Ersten Weltkriegs sorgte 1914 schließlich für die Einstellung des offiziellen Spielbetriebs und Barnet & Alston engagierte sich vornehmlich in Freundschaftsspielen. Bis dato hatte der Klub in der Athenian League zunächst die Vizemeisterschaft gewonnen und 1914 den sechsten Platz belegt.

### Die Jahre in der „Athenian League“ (1919–1965)
Nach dem Ersten Weltkrieg fand 1919 die dritte Geburtsstunde des FC Barnet statt, da sich die Vereinsführung von Barnet & Alston dazu entschloss, fortan den Namen „Barnet Football Club“ zu tragen. In der nun auf zwölf Vereine erweiterten Athenian League belegte der Klub jedoch mit nur zwei Punkten den letzten Platz und leitete eine Reihe von Umstrukturierungen ein.
Zur Mitte der 1920er-Jahre wirkten sich diese erstmals positiv aus, als man zunächst in der Spielzeit 1924/25 die ersten Runden des FA Cups überstand und dann in der sechsten Qualifikationsrunde erneut an Exeter City mit 0:3 scheiterte – nun jedoch auswärts beim Südwestküstenverein. In den beiden Jahren später zog der FC Barnet jeweils in die erste Hauptrunde des Pokalwettbewerbs ein und verlor dort in beiden Fällen gegen die Profikonkurrenz – einem 1:3 beim FC Brentford folgte ein 0:3 bei Brighton & Hove Albion. Als Höhepunkt in diesem Jahrzehnt galt 1927 der Gewinn des Hertfordshire Charity Cups, den man im Finale gegen „St Albans City“ – immerhin mehrfacher Meister der Isthmian League – erringen konnte. Zwischenzeitlich hatte der Klub 1926 durch den Bau einer neuen Tribüne im Underhill Stadium den Grundstein für eine bessere Infrastruktur gelegt, was sich nach Abschluss der Saison 1929/30 mit dem Gewinn der Vizemeisterschaft, und der damit besten Platzierung seit zehn Jahren, auszahlte. Dabei waren vor allem junge Spieler von Tottenham Hotspur Bestandteil der Mannschaft, zu denen die späteren walisischen Nationalspieler Taffy O’Callaghan, Willie Evans und Bill Whatley zählten.
Mit gestiegenem Selbstbewusstsein ging der Verein in die 1930er-Jahre und gewann in der Saison 1930/31 auf Anhieb – und zum ersten Male – die Meisterschaft in der Athenian League mit zwölf Punkten Abstand auf den Zweitplatzierten. Dabei war die Mannschaft nach einer frühen 1:5-Niederlage gegen Walthamstow Avenue bis zum letzten Spieltag – wo man noch einmal mit 2:3 gegen Sutton United verlor – ohne weitere Niederlage geblieben. Diesen Titel gewann der FC Barnet zwei Jahre später erneut und kam in der gleichen Spielzeit zu einer FA-Cup-Begegnung mit den Queens Park Rangers, die man jedoch vor 7.000 Zuschauern mit 3:7 deutlich verlor. Bis zum Ausbruch des Zweiten Weltkrieges kam der Klub noch zu einigen Pokalsiegen, wobei der Triumph im seit 1883 ausgespielten London Senior Cup vor 20.000 Zuschauern im Highbury aus dem Jahre 1938 nach einem Finalsieg gegen den FC Leyton als Höhepunkt zu nennen ist. Während der Kampfhandlungen ruhte der Spielbetrieb auch in der Athenian League. Der Verein spielte stattdessen in einer sogenannten „Wartime League“ und kam zu einigen Erfolgen in kleineren Pokalwettbewerben.
Nach dem Krieg verfügte der FC Barnet – im Gegensatz zu vielen anderen personell geschädigten Klubs – über einen geschlossenen Kader aus alten Spielern und konnte mit gezielten jungen Verstärkungen eine Mannschaft aufbieten, die 1946 den FA Amateur Cup gewann und dabei im Finale an der Stamford Bridge vor 53.802 Zuschauern mit 3:2 den FC Bishop Auckland besiegte. Die anschließende Saison 1946/47 verlief noch erfolgreicher und der FC Barnet errang neben der Meisterschaft in der Athenian League gleich drei Trophäen in heimischen Pokalwettbewerben. Ein vorläufiger Höhepunkt war zudem in der Spielzeit 1947/48 die Partie gegen den aus Hongkong stammenden chinesischen Verein „Sing Tao Sports Club“, die das erste offizielle Aufeinandertreffen eines chinesischen Klubs in England darstellte und vor 5.000 Zuschauern in dem FC Barnet mit 5:3 ihren Sieger fand.
In den 1950er-Jahren ließen die Leistungen deutlich nach und der Klub zog zeitweise sogar seine Herrenmannschaft vom Spielbetrieb – zugunsten zweier Jugendauswahlmannschaften – zurück. Das Underhill Stadium wurde darüber hinaus an die Stadtverwaltung verkauft, die es wiederum an den Verein zurück vermietete. Erste sportliche Erholungsmerkmale zeigte der FC Barnet erst in der Saison 1957/58 durch den Halbfinaleinzug im FA Amateur Cup, die sich schließlich in dem erneuten Meisterschaftsgewinn in der Athenian League zum Abschluss der Spielzeit 1958/59 manifestierten (das Double gemeinsam mit dem genannten Amateurpokal verpasste der Klub durch eine knappe 2:3-Niederlage im Finale gegen Crook Town). Bis 1965 konnte der Verein nach zwei Vizemeisterschaften noch in den Jahren 1964 und 1965 zwei weitere Athenian-League-Titel erringen und stand zudem im Januar 1965 erstmals in der dritten Hauptrunde des FA Cups, in der man daheim zwei Minuten vor Schluss unglücklich per Eigentor mit 2:3 gegen Preston North End unterlag.

### Der Aufstieg zum Profiverein (1965–1991)
Zur Saison 1965/66 entwickelte der FC Barnet halbprofessionelle Strukturen und verpflichtete erstmals Spieler auf der Basis von Profiverträgen. Das Gerüst der Mannschaft bestand aus den bisherigen Amateuren, die auch weiterhin auf ihrem Status beharrten. Gemeinsam agierte das Team nach 52-jähriger Zugehörigkeit zu der Athenian League – in denen insgesamt sechs Meisterschaften errungen wurden – nun in der „Southern League Division I“ und konnte dort auf Anhieb die Meisterschaft und den damit verbundenen Aufstieg in die „Southern Premier League“ feiern. Dort hielt man sich fortan zumeist im Mittelfeld der Spielklasse auf und machte in der Saison 1970/71 wieder durch den Einzug in die dritte FA-Cup-Hauptrunde auf sich aufmerksam, in der man mit 0:1 gegen Colchester United – diese Mannschaft war im weiteren Verlauf noch gegen Leeds United erfolgreich – verlor. Exakt in der gleichen Runde scheiterte der FC Barnet in der Spielzeit 1972/73 an den Queens Park Rangers, wobei man sich durch ein 0:0 an der Loftus Road ein Wiederholungsspiel erkämpfte, das dann aber im heimischen Underhill Stadium vor 11.000 Zuschauern mit 0:3 verloren ging.
In der Meisterschaft stieg der Klub nach Ablauf der Saison 1974/75 wieder in die Division I der Southern League ab, nur um bereits zwei Jahre später wieder in die höchste Southern-League-Spielklasse zurückzukehren. Die zwei Jahre dort waren gekennzeichnet von ehemaligen Spitzenspielern, die sich im Herbst ihrer Karriere befanden und zu denen prominente Namen wie Jimmy Greaves, Marvin Hinton, Bob McNab, Terry Mancini und John Fairbrother zählten. Bei dem Zusammenschluss der Southern League mit der Northern Premier League zur neuen Alliance Premier League (später: „Football Conference“) im Jahre 1979 wurde auch der FC Barnet aufgrund seiner Saisonplatzierungen der Vorjahre in die neue Spielklasse aufgenommen. Dort gelang in den ersten Jahren jeweils nur sehr knapp der Klassenerhalt, aber die Mannschaft zeigte fortan eine aufsteigende Tendenz, die sich in der Saison 1982/83 in dem 15. Platz und ein Jahr später in der neunten Position zeigte.
Einem schwachen Start in die Saison 1984/85 folgte mit dem Trainerwechsel von Barry Fry zu Roger Thompson ein unmittelbarer Wendepunkt und der Verein verlor nur noch eines der verbleibenden dreizehn Meisterschaftsspiele. Dennoch konnte in der Saison 1985/86 nur der 14. Platz erreicht werden und, nachdem Dom MacAllister Thompson im Traineramt nachgefolgt war, übernahm Fry im Juli 1986 wieder die sportliche Führung der Mannschaft. In der zweiten Hälfte der 1980er-Jahre entwickelte sich der FC Barnet zu einem dauerhaften Meisterschaftsaspiranten und leitete diese Serie durch den Gewinn der Vizemeisterschaft in der Saison 1986/87 ein. Dabei musste man dem FC Scarborough ebenso als Zweiter den Vortritt beim Aufstieg in die professionelle Football League lassen wie ein Jahr später Lincoln City, das nur ein Jahr zuvor aus der Fourth Division der Football League abgestiegen war. Einer Übergangsspielzeit 1988/89, in der der FC Barnet nur den achten Platz belegen konnte, folgte eine weitere Vizemeisterschaft im Jahre 1990 – nun hinter dem FC Darlington. Erst der vierte Versuch führte dann 1991 zum Erfolg, nachdem sich der Klub zuvor einen Vierkampf mit Colchester United, Kettering Town und dem FC Altrincham geliefert hatte.

### Erster Aufenthalt in der Football League (1991–2001)
Die „Bees“ machten in der Saison 1991/92 aufgrund einer schnellen und offensiven Spielweise von sich reden, was sich bereits in den ersten beiden Spielen zeigte. Das erste Spiel gegen Crewe Alexandra ging mit 4:7 verloren und dem folgte ein 5:5 im Ligapokal gegen den FC Brentford. Am Ende der Saison erreichte der FC Barnet die Play-off-Spiele zum Aufstieg in die dritte Liga, verlor aber im Halbfinale gegen den FC Blackpool.
Die wohl ereignisreichste Spielzeit des FC Barnet in der jüngeren Vergangenheit stellte die Saison 1992/93 dar. Der Verein war kurz vor der Schließung, als Spielergehälter nicht fristgerecht gezahlt werden konnten und die Finanzlage in der nationalen Medienlandschaft diskutiert wurde. Inmitten der Kontroverse befand sich der Vereinsvorsitzende Stan Flashman, der erst im Jahre 1985 für nur 50.000 Pfund den Verein aufgekauft und mit Trainer Fry bis dahin ein erfolgreiches Duo gebildet hatte. Obwohl Fry maßgeblichen Anteil am sportlichen Aufstieg des FC Barnet hatte, entließ ihn Flashman und stellte ihn nur kurze Zeit später wieder ein. Auch die Berufung seines Sohnes Mark als Reservetorhüter des FC Barnet mutete etwas bizarr an und eine Verletzung des Stammtorwarts Gary Phillips hatte die kurzfristige Verpflichtung des Ersatzmanns Andy Pape zur Folge. Diese Probleme übertrugen sich aber nicht insgesamt auf die sportliche Leistung und so stieg Barnet am Ende der Saison durch den dritten Platz in die drittklassige Second Division auf. Trainer Fry war jedoch bereits vor Ende der Spielzeit zurückgetreten und auch sein Nachfolger Edwin Stein folgte Fry zu dessen neuem Arbeitgeber Southend United.
In einer schwierigen Phase übernahm der ehemalige Torhüter Phillips die Trainergeschäfte bei dem Verein, der einem Ausschluss aus der Football League nur knapp entkommen war und sich von einem Großteil seiner Aufstiegsmannschaft hatte trennen müssen, da eine Reihe von Spielerverträgen annulliert worden waren. Aus den verbliebenen Akteuren und ablösefreien Neuverpflichtungen stellte Phillips eine neue Mannschaft zusammen und erhielt dabei ab Januar 1994 von dem ehemaligen englischen Nationaltorhüter Ray Clemence Unterstützung bei der gemeinsamen Trainerarbeit. Mit nur fünf Siegen in der gesamten Saison stieg der Verein jedoch wieder in die Viertklassigkeit ab und Clemence übernahm im August des Jahres die alleinige sportliche Leitung. In der viertklassigen Third Division erreichte Clemence mit dem FC Barnet erst den neunten und dann den elften Platz, bevor er sich 1996 der englischen Nationalmannschaft als Torwarttrainer anschloss. Ihm folgte beim FC Barnet nach zwei Interimslösungen Alan Mullery als Trainer nach.
Bis zum Jahre 2000 kam der Verein – später unter dem Trainer John Still – zu zwei Möglichkeiten, in die dritte Liga über die Play-off-Spiele zurückzukehren. Dabei unterlag der FC Barnet in beiden Fällen im Halbfinale: Nachdem 1998 Colchester United gegen die Bees siegreich geblieben war, war es zwei Jahre später Peterborough United. Im zehnten Jahr der Zugehörigkeit zur Football League kam in der Saison 2000/01 der sportliche Absturz des FC Barnet, als nach 25 Niederlagen in 46 Spielen auf dem letzten Platz der Abstieg aus der Football League besiegelt wurde. Dabei war Still innerhalb dieser Saison kurzzeitig zurückgetreten. Sein Nachfolger Tony Cottee betreute den Klub anschließend nur kurzfristig und wurde wieder von Still beerbt, der seinerseits nach Saisonende seinen endgültigen Rückzug erklärte und durch Peter Shreeves ersetzt wurde.

### Zurück in der Football Conference (2001–2005)
Shreeves verließ den Verein nach nur einem Jahr und der neue Trainer Martin Allen sollte bis zu seinem Weggang zum FC Brentford im März 2004 das Amt übernehmen. Mit Paul Fairclough betreute der ehemalige Trainer von Stevenage Borough die Mannschaft für die restlichen Saisonspiele der Saison 2003/04, die in einer Play-off-Begegnung mit Shrewsbury Town ihren Höhepunkt fand. Nach einem 2:1-Hinspielsieg im Underhill Stadium, unterlag der FC Barnet in der zweiten Partie gegen Shrewsbury Town mit 0:1. Das anschließende Elfmeterschießen verlor der FC Barnet schließlich mit 3:5 Toren. Aber nur ein Jahr später gewannen die Bees unter Fairclough die Meisterschaft in der Conference National und kehrten in den Profifußball der Football League zurück. Dabei konnte der Titel mit einem deutlichen 12-Punkte-Abstand auf den Zweitplatzierten und 90 Toren gesichert werden.

### Der zweite Versuch im Profifußball (2005–2012/13)
In der Saison 2005/06 startete der FC Barnet überraschend gut und führte die Tabelle nach vier Spielen sogar kurzfristig an. Der weitere Verlauf der Spielzeit gestaltete sich aber immer zäher und die Anhänger des FC Barnet mussten lange um den Verbleib in der Liga zittern, bis schließlich drei Heimsiege und ein spannender 2:1-Sieg gegen den bereits als Absteiger feststehenden Verein Rushden & Diamonds für den Klassenerhalt sorgten. Weiterer Höhepunkt dieser Saison und gleichzeitig eine heilsame Finanzspritze war die Ligapokalbegegnung gegen den Spitzenverein Manchester United, als der FC Barnet im Oktober 2005 im Old Trafford mit 1:4 verlor. Dabei hatten die Bees bereits nach zwei Spielminuten eine rote Karte für Torhüter Ross Flitney hinnehmen müssen.
In der Saison 2006/07 belegte der FC Barnet nach einem schwachen Start mit dem vierzehnten Platz eine Position im Mittelfeld der Liga, kam aber im FA Cup zu seinem größten Erfolg durch das erstmalige Erreichen der vierten Hauptrunde – zuvor hatte man den Zweitligisten Colchester United besiegen können. Im Heimspiel gegen Plymouth Argyle verlor der FC Barnet dann jedoch am 27. Januar 2007 im heimischen Underhill Stadium mit 0:2. Die anschließende Spielzeit 2007/08 schloss der Klub mit einem leichten Aufwärtstrend auf dem zwölften Rang ab. Nach einem siebzehnten Platz in der Saison 2008/09 kämpfte der Verein in den folgenden Spielzeiten immer gegen den Abstieg, konnte sich aber immer knapp davor retten.
Nach einem desolaten Saisonstart 2012/13 – der Verein belegte mit drei Punkten aus elf Spielen den letzten Platz – wurde im Oktober 2012 der ehemalige niederländische Nationalspieler Edgar Davids als neuer Trainer verpflichtet. Der zur Saison 2012/13 neu verpflichtete Trainer Mark Robson blieb aber auch im Amt. Außerdem gab Davids bekannt, dass er auch beabsichtige für den Viertligisten als Spieler aufzulaufen. Am Ende der Saison belegte der Verein den vorletzten Platz und stieg in die Conference ab.
Im Januar 2014 verließ Spielertrainer Edgar Davids den Verein.

## Stadion
Trotz des Erfolges auf sportlicher Ebene gelang es nicht, das Underhill Stadium zu modernisieren, in dem der Verein seit 1907 spielte. Der alternative Plan des FC Barnet, ins „Copthall Stadium“ nach Mill Hill zu ziehen, wurde vom zuständigen Planungsamt genauso negativ bewertet wie ein möglicher Umzug nach „South Underhill“.
Am 20. April 2013 spielte Barnet sein letztes Heimspiel im Underhill Stadium. Der Verein trägt seine Heimspiele seit der Saison 2013/14 im The Hive Stadium aus. The Hive an der Camrose Avenue im Stadtbezirk Harrow diente bis dahin als Trainingsgelände des FC Barnet. Nun entstand dort eine Spielstätte, die 5100 Zuschauern (davon 3500 auf Sitzplätzen) Platz bietet. Die Zukunft vom Hive Stadium ist für 10 Jahre gesichert. Innerhalb dieser Zeit hofft der Verein ein neues Stadion mit einer Kapazität für 10.000 Zuschauer errichten zu können. Der Ort für diesen Neubau steht allerdings noch nicht fest. Das alte Underhill Stadium wurde 2018 abgerissen.

## Wissenswertes
- Das Reserveteam des FC Arsenal trägt üblicherweise seine Heimspiele im Underhill Stadium aus.
- Das Testspiel im Rahmen der Saisonvorbereitung zwischen dem FC Barnet und dem FC Arsenal hat sich zu einer jährlichen Tradition entwickelt.
- Der FC Barnet wurde in der jüngeren Vergangenheit bei Anhängern der großen Londoner Fußballvereine immer mehr zu einem bevorzugten „Zweitklub“. Dabei bestehen im Besonderen weitgehende Verbindungen zum FC Arsenal und zu West Ham United.
- Die rote und weiße Rose sowie die gekreuzten Schwerter, die im Wappen gezeigt werden, weisen auf die Schlacht von Barnet aus dem Jahre 1471 hin, die eine bedeutende Auseinandersetzung während der Rosenkriege war.
- Im Oktober 1946 wurde die Partie des FC Barnet gegen Wealdstone zum ersten live übertragenen Fußballpflichtspiel. Nach zwanzig Minuten aus der ersten Halbzeit und 35 Minuten der zweiten Hälfte musste die Übertragung wegen der Dunkelheit abgebrochen werden.
- Ein bekannter Fan des FC Barnet ist der BBC-Fußballkommentator John Motson. Selbst wenn er englische Länderspiele während einer Fußball-Weltmeisterschaft kommentiert, erwähnt er häufig in einer Nebenbemerkung den FC Barnet.

## Spieler des Jahres
- 1970:	Les Eason
- 1971:	Gordon Ferry
- 1972:	Ben Embery
- 1973:	Gordon Ferry
- 1974:	S. Tom
- 1975:	Jack McClelland
- 1976:	G. Williams
- 1977:	John Fairbrother
- 1978:	Jimmy Greaves
- 1979:	L. McCormack
- 1980:	Steve Oliver
- 1981:	Steve Brinkman
- 1982:	Gary Phillips
- 1983:	Colin Barnes
- 1984:	Gary Phillips
- 1985:	Peter Brown
- 1986:	Nicky Evans & Steven Humphries
- 1987:	Steve Humphries
- 1988:	Noel Ashford
- 1989:	Ed Stein
- 1990:	Andy Clarke
- 1991:	Bull
- 1992:	David Howell
- 1993:	Gary Phillips
- 1994:	Alan Walker
- 1995:	Dougie Freedman
- 1996:	Maik Taylor
- 1997:	Linvoy Primus
- 1998:	Lee Harrison
- 1999:	Lee Harrison
- 2000:	Lee Harrison
- 2001:	Sam Stockley
- 2002:	Wayne Purser
- 2003:	Junior Agogo
- 2004:	Giuliano Grazioli
- 2005:	Giuliano Grazioli
- 2006:	Nicky Bailey
- 2007:	Simon King
- 2008:	Joe Devera
- 2009:	John O’Flynn
- 2010:	Jake Cole
- 2011: Joe Devera
- 2012: Sam Deering & Izale McLeod
- 2013: David Stephens
- 2014: David Stephens
- 2015: John Akinde
- 2016: Jamie Stephens
- 2017: John Akinde
- 2018: Dan Sweeney
- 2019: Dan Sweeney